# KNM-ER 3733
KNM-ER 3733 (acrónimo de Kenya National Museum-East Rudolf 3733) es el número y siglas del Kenya National Museum (Museo Nacional de Kenia) que identifican el espécimen de un cráneo adulto de Homo ergaster de una antigüedad de 1,75 millones de años y que fue hallado en Koobi Fora, al este del lago Turkana (antes lago Rodolfo, Kenia) en el año 1975.
Se trata de uno de los cráneos más completos que se han hallado de esta especie. Muestra una capacidad craneal mayor que la de cualquier homínido anterior, unos 850 cm³. El cráneo es bajo y con una base muy ancha. Tiene un gran reborde óseo sobre las órbitas, separado de la frente por un surco bien marcado. Los huesos nasales sobresalen del resto de la cara. Sus molares son relativamente más pequeñas que en los australopitecos, parántropos y Homo rudolfensis.